# Michael Brown (football)
Pour les articles homonymes, voir Michael Brown et Brown.
Michael Robert Brown est un footballeur anglais né le 25 janvier 1977 à Hartlepool (Angleterre). Il évolue au poste de milieu de terrain. Il a été formé à Manchester City. Le 16 mai 2014 il est libéré par Leed United et signe à Port Vale. Dans ce club il est joueur et manager adjoint. Le 26 décembre 2016 il est nommé manager par intérim du club.

## Carrière de joueur
- sep. 1994-déc. 1999 :  Manchester City
  - mars 1997-avr. 1997 :  Hartlepool United (prêt)
  - nov. 1999-déc. 1999 :  Portsmouth FC (prêt)
- jan. 2000-déc. 2003 :  Sheffield United
- jan. 2004-jan. 2006 :  Tottenham Hotspur
- fév. 2006-2007 :  Fulham FC
- 2007-2009 :  Wigan Athletic
- 2009-2011 :  Portsmouth FC
- 2011-2014 :  Leeds United
- 2014- :  Port Vale

## Carrière d'entraineur
- jan. 2017-sep. 2017 :  Port Vale